# Explosion du fort de Dailly
L'explosion du fort de Dailly se produit dans la nuit du 28 mai 1946, au sein de cet ouvrage militaire suisse situé dans le canton du Valais. Les munitions stockées dans trois magasins d'une des galeries de la fortification explosent accidentellement. Dix ouvriers travaillant sur le site du fort sont tués et l'ouvrage est fortement endommagé.
Cette explosion, puis celle se produisant un an et demi plus tard au dépôt de munitions de Mitholz, poussent les autorités suisses à immerger dans certains lacs les stocks de munitions obsolètes.

## Déroulement
Le 28 mai 1946, une première explosion se produit à 23 h 38 dans le magasin de munitions numéro 1 de la galerie Rossignol du fort de Dailly. Quelques minutes plus tard, les munitions de deux autres magasins a proximité explosent également, la troisième explosion étant rapportée comme la plus puissante,,,.
Au total, les spécialistes estiment qu'environ 16 500 obus de calibre 10.5 ont explosé cette nuit là,,,.
Après les explosions, un incendie débute dans les galeries avant d'être maîtrisé par des gardes-fort.
Les explosions sont intenses, vues et entendues dans le Chablais. La terre tremble également dans la région autour du fort, faisant penser à certains habitants qu'il s'agit d'une réplique du tremblement de terre du 25 janvier 1946,.
L'électricité et le téléphone sont coupés dans la région autour du fort. De nombreux débris et roches sont projetés aux alentours, touchant par exemple les toits de la ville de Morcles. Une porte blindée de quatre tonnes est retrouvée près du stand de Lavey. Sur les hauteurs du même village, un pan de rocher de 80 mètres de haut pour 15 mètres d'épaisseur s'écroule dans la forêt .
Une partie de la population est évacue le lendemain du sinistre dans une zone plus éloignée du danger, à Saint-Maurice,.
Les gaz produits lors des explosions et des incendies, notamment le monoxyde carbone, tuent plusieurs personnes à l'intérieur du fort et compliquent les opérations de sauvetage et de lutte contre les incendies,.
Au total, 18 ouvriers se trouvaient dans cette partie des fortifications. Après la catastrophe et les jours suivants, des recherches sont menées pour porter secours aux blessés et retrouver des disparus. Les militaires sont aussi chargés de déminer la zone autour du fort, pollués par des munitions non-explosées projetées à l'extérieur des installations militaires,. 
Rapidement après la catastrophe, les conseillers d'état vaudois et valaisans se déplacent sur le site de la catastrophe. Ils sont rejoints les jours suivants par Karl Kobelt, responsable du Département militaire fédéral et président de la Confédération cette année là, accompagné du commandant de corps de Montmollin . Une commission d'enquête est également mise en place par les autorités. 

## Bilan

### Humain
10 personnes meurent dans l'explosion, principalement intoxiqués au monoxyde de carbone, le principal gaz d'explosion,. Il s'agissait d'ouvriers engagés pour des travaux de modernisation de galeries et salles sur le site du fort,,. Leur présence au fort cette nuit là dans la fortification est due à leur demande de pouvoir travailler de nuit et bénéficier d'un congé familial pour l'Ascension,,.
Il n'y a pas de victime parmi les recrues et les militaires opérant la fortification. Une grande partie des militaires présents ont en effet été envoyés en exercice aux Follatères, sur les hauteurs de Fully,,.
Plusieurs habitants de Morcles ont été temporairement déplacés à Saint-Maurice, le temps que les opérations de sauvetage et de déminage puissent avoir lieu.

### Matériel
Certaines fortifications subissent d'importants dégâts lors de l'explosion. Dans l'ensemble, la montagne résiste à la catastrophe et ne s'effondre pas. Toutefois, les voûtes intérieures des galeries et salles proches des explosions (notamment l'infirmerie, le centre de communication et la centrale électrique) ne résistent pas aux déflagrations,. Plusieurs pièces d'artillerie sont également détruites ainsi que divers équipements comme des portes blindées,.
Les installations extérieures sont touchés par les dégâts. Une station du funiculaire reliant certaines fortifications à celle de Dailly (Petit Mont et Toveyre) est détruite,.
Des munitions et des armes endommagées sont projetées aux alentours des bunkers et dans la vallée jusqu'à Lavey,.

### Environnemental
L'explosion et les rochers soufflent ou incendient une partie de la végétation de la crête de Dailly. De plus, des pans de falaise s'éboulent localement,,. Les zones autour du fort doivent être déminées, les explosions ayant projetées des munitions à l'extérieur des installations militaires,.
Après l'explosion, environ 87 000 litres de diesel se répandent dans la nature environnant le fort.

## Cause
D'après l'enquête des autorités, une décomposition lente du nitrocellulose présent dans les poudres des obus est l'explication la plus probable de l'explosion initiale des magasins,,.
L'explosion du dépôt de munitions de Mitholz, en décembre 1947, celle du fort de Dailly ainsi que deux incidents dans les Grisons accréditent l'hypothèse que les spécialistes pyrotechniques suisses ne maîtrisaient pas suffisamment les réactions chimiques pouvant avoir lieu sur les munitions utilisées par l'armée. Des incidents de surchauffe des munitions avaient par exemple étaient rapportés, sans que des investigations plus poussées ou des mesures de protection ne soient décidées.

## Conséquences

### Gestion des stocks de munitions
L'explosion du fort de Dailly pointe les difficultés de l'armée suisse pour sécuriser les importants stocks de munitions constitués durant la seconde guerre mondiale. Après l'enquête, une commission décide la mise en place de nouvelles mesures de sécurité pour la gestion des stocks de munitions, notamment la séparation des détonateurs et de leurs munitions (ces deux éléments étant livrés à l'armée déjà vissés ensemble).
La survenue un an et demi plus tard d'une nouvelle explosion catastrophique au dépôt de Mitholz oblige les autorités civiles et militaires à prendre des mesures de gestion des munitions plus drastiques. De plus, les munitions produites et stockées en Suisse ne peuvent être vendues à des pays étrangers sans compromettre la politique de neutralité en pleine guerre froide. Il est alors décidé que des stocks de munitions obsolètes seront immergés dans plusieurs lacs du pays, notamment ceux de Thoune et Brienz,.
En réponse à ces risques d'explosions, les compositions des poudres de munitions ainsi que les conditions de stockage de celles-ci dans les dépôts et magasins évoluent également,.

### Réparation et modernisation du fort
La destruction d'une partie des installations du fort oblige d'importants travaux de réparations qui débutent dès 1948. Les autorités civiles et militaires profitent des investissements pour moderniser certaines armes et fortifications les années suivantes. Les fortifications sont renforcées pour tenir compte des nouvelles menaces nucléaires et des tourelles d'artillerie modernisées sont installées,,.